# O RLY?

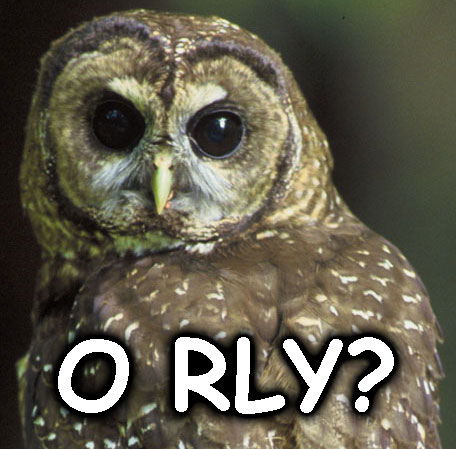
Одна из вариаций фотографий совы

O RLY?, эрратив от oh, really? (с англ. — «да неужели?» или «что, правда?») — популярный интернет-мем, возникший в английском Интернете в 2001 году. В первооснове имеет вид фотоснимка головы белой совы с надписью «O RLY?» в нижней части шрифтом Kabel Black. Изначально распространился в англоязычном имиджборде (картиночном форуме) 4chan японского контент-провайдера Futaba channel.
Оригинальную фотографию фотограф Джон Уайт (John White) разместил в посвящённой животным Usenet-конференции alt.binaries.pictures.animals 17 февраля 2001 года. Вскоре она была найдена и подвергнута участниками 4chan фотошоппингу, в русскоязычной традиции — «фотожабе» — популярному развлечению в форумах и блогах, после чего вариант O RLY? стал часто использоваться в разговорах и перешёл на другие сайты. Были придуманы продолжения NO WAI!!! («No way», «ни за что», «не может быть») и YA RLY («Yeah, really», «ага, честно»).
Диалоги с использованием этих конструкций были многочисленными, изображение, слоганы и концепция широко использовались для создания разнообразных переделок, что является характерным признаком интернет-мема. Из «бессмысленных» возгласов и небольших креативных переработок некоторой идеи часто состоят диалоги некоторых групп современной молодёжи. Интернет-мемы активно используются такой молодёжью или теми, кто её пародирует.
В 2006 году в Рунете распространился «Превед», и наблюдатели сразу провели аналогию с O RLY?, в связи с чем этот мем стал иногда эксплуатироваться и в русскоязычной среде. Причём использовался и «перевод» (NO WAI! — Нет пути!), и «прочтение» (О-РЛЫ?).

## Галерея
| ___ {o,o} \|)__) -"-"- O RLY? | ___ {o.o} \|)_(\| -"-"- YA RLY | ___ {ô,ô} (__(\| -"-"- NO WAI! |